# 帕森斯 (堪薩斯州)
帕森斯（英語：Parsons）是一個位於美國堪薩斯州拉貝特縣的城市。

## 地方資料
根據2020年美國人口普查的數據，帕森斯的面積為27.76平方千米，當中陸地面積為27.54平方千米，而水域面積為0.22平方千米。當地共有人口9600人，而人口密度為每平方千米345.82人。